# Міхаель Ґлекнер
Міхаель Ґлекнер (нім. Michael Glöckner, 25 травня 1969) — німецький велогонщик.
Олімпійський чемпіон 1992 року в командній гонці переслідування.